# コマンド (部隊編成)
軍事用語としてのコマンド（英語：Command）は、軍隊における組織の呼称の一つである。その規模や性格には様々なものがある。

## 日本語訳
Command と称される軍隊組織の日本語表記には、カタカナの”コマンド”や”司令部”の訳語が見られるが、師団や連隊のような規模や任務による定義がなく、定訳も存在しない。多くの場合”司令部”と訳すことはできないとする意見もあるが、防衛研究所などでも訳語として使用されている。また航空自衛隊の航空総隊（Air Defense Command）の航空総隊司令部（Headquarters, Air Defense Command）などの様に司令部にはcommandではなく headquartersが使用されている例もある。この様に一貫した日本語での用法に混乱が見られるが、当該組織の性格、機能、規模などに応じて、”総監部”、”軍”、”集団”（軍団級または師団級に相当）、”団”（師団級または旅団級に相当）、”群”（連隊級または大隊級に相当）、”部隊”、”隊”などと訳されている場合もある。

## アメリカ国防総省による定義
1950年代のアメリカ合衆国陸軍では部隊改編に伴い、師団を支援する兵站連隊（Logistics Regiment）、軍団を支援する兵站師団（Logistics Devision）を組織するよう提案があった。しかし、中央部は師団・連隊の編制は戦闘部隊に与え、支援部隊の編制に対してはコマンドを用いるよう研究当局に指導した。これにより師団向け支援コマンドには師団支援群と、軍団向け支援コマンドには軍団支援団または集団と、戦域軍レベルには戦域支援団また集団と呼称される。これ以外の支援部隊では、陸軍の交通統制部隊、犯罪捜査隊、麻薬対策隊などの小規模部隊でもCommandで、規模によりこれは隊となる。
アメリカ国防総省では「Command」という用語について、以下の3種類のように定義している。

### DOD 1
指揮権と、それに付随する職務に関するコマンドの定義についてである。

### DOD 2
具体的な命令に関するコマンドの定義である。

### DOD 3
組織などに関するコマンドの定義である。

## その他の国
現代ドイツでは、コマンドとは旅団級以上の指揮組織の名称を指している。大規模部隊（旅団コマンドや師団コマンドなど）のコマンドは、言語学的にしばしば、それぞれの指揮階梯に対応する部隊と同等とみなされる。この場合のコマンドは、前者の意味合いでは司令部とされ、後者では対照的にその下位部隊とされる。